# Forty-Eighters

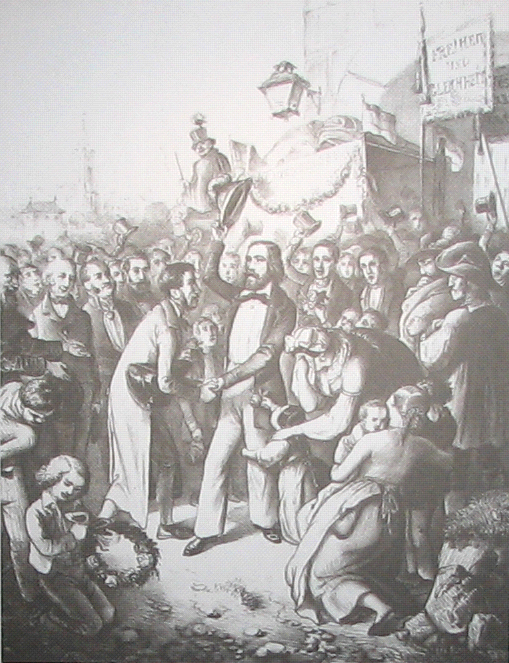
Friedrich Hecker bei seinem Abschied aus Deutschland in Straßburg im September 1848

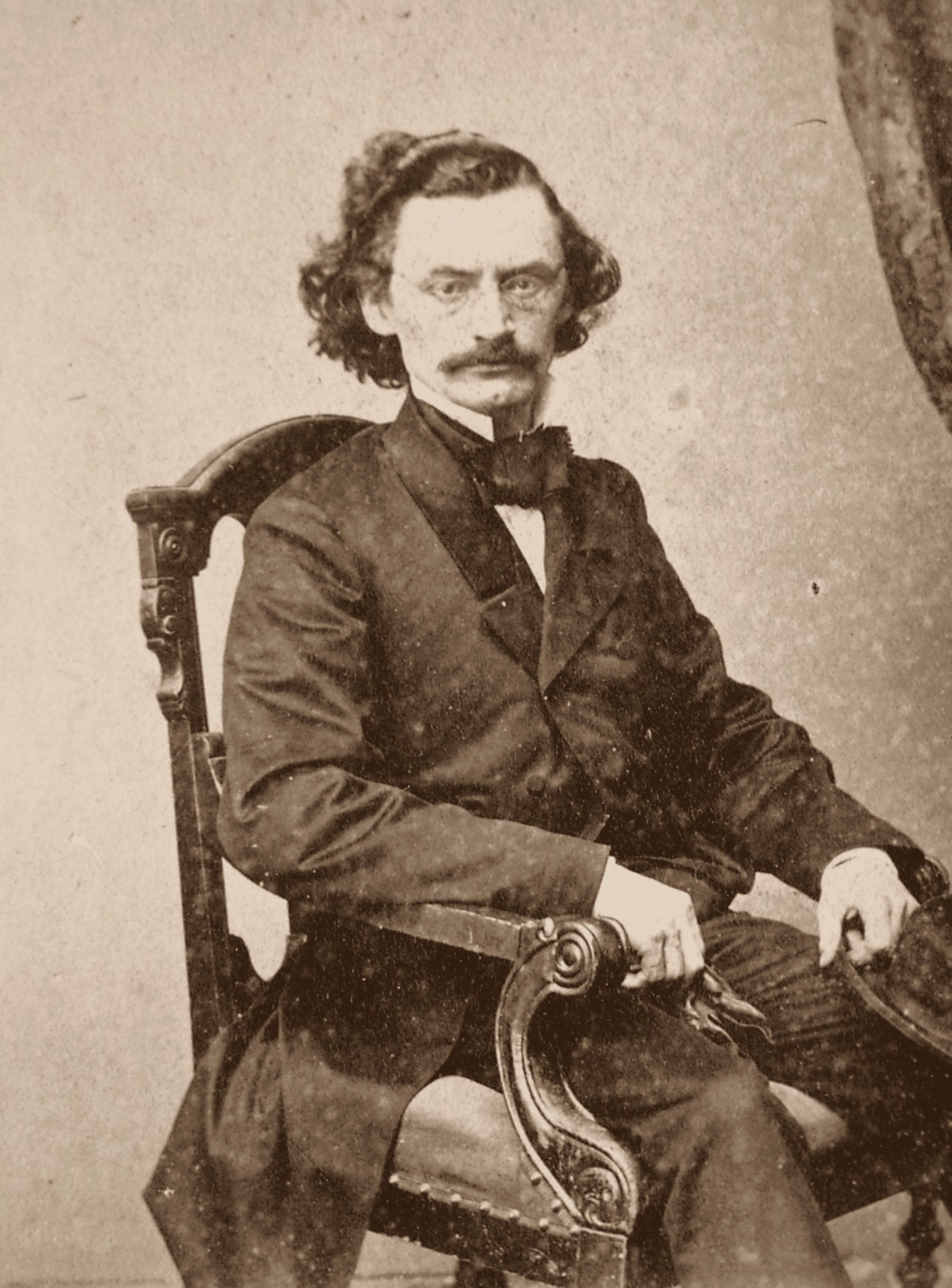
Carl Schurz in Amerika

Mit dem Begriff Forty-Eighters (engl. für ‚Achtundvierziger‘) werden in den USA und in Australien die Einwanderer bezeichnet, die sich infolge der Niederschlagung der bürgerlich-demokratischen Europäischen Revolutionen von 1848/49 – insbesondere der Märzrevolution in den Staaten des Deutschen Bundes – gezwungen sahen, aus Europa zu fliehen, und die in der „Neuen Welt“ Aufnahme fanden. Ihr Exil wurde vielfach auf Dauer mit einer geänderten Staatsbürgerschaft zu einer neuen Heimat. Die Vereinigten Staaten von Amerika und Australien waren zwei der Länder, in denen es damals noch keine Einwanderungsbeschränkungen gab. Die meisten Flüchtlinge, die nach 1848 den europäischen Kontinent verließen, wanderten in die USA aus. Ein oft beschworenes Motto der Auswanderer war: Ubi libertas, ibi patria ‚Wo die Freiheit ist, dort ist mein Vaterland‘.

## Begriff
Die Mehrheit der politischen Flüchtlinge aus Europa erreichte die Vereinigten Staaten erst 1849/50. Da die ersten aber bereits 1848 kamen und der Begriff der Forty-Niners für die Teilnehmer am kalifornischen Goldrausch verwendet wurde, setzte sich der Begriff Forty-Eighters durch.  

## Historischer Hintergrund
Nach dem Scheitern der Märzrevolution, spätestens Mitte 1849, entwickelte sich eine bis dahin nicht gekannte Auswanderungswelle aus Europa, insbesondere aus den Staaten des Deutschen Bundes, aber auch den polnischen Provinzen, aus Ungarn, den italienischen Fürstentümern und anderen Ländern. Besonders gravierend stach dabei das Großherzogtum Baden hervor: Nach der militärischen Niederschlagung der in ihrer letzten Phase bürgerkriegsähnlichen Badischen Revolution verließen etwa 80.000 Menschen ihre Heimat, was ca. 5 % der dortigen Bevölkerung jener Zeit ausmachte.
Aufgrund ihrer liberalen, demokratischen und teilweise sozialistischen Gesinnung waren die Forty-Eighters, deren erste Exilstationen meist die Schweiz, Frankreich oder England gewesen waren, in vielen europäischen Staaten politisch Verfolgte, denen in der Heimat oft schwere Strafen – von Zuchthaus bis hin zur Todesstrafe – drohten. Andere hatten infolge der Revolution ihre Beschäftigungen und damit eine Existenzgrundlage verloren und suchten in Übersee einen neuen Anfang unter politisch und wirtschaftlich freieren Bedingungen.
Ein großer Teil der Forty-Eighters zeichnete sich dadurch aus, dass sie auch in der „Neuen Welt“ ihr politisch-demokratisches Engagement fortführten.

## Forty-Eighters in den USA
Insbesondere in den USA setzten sich 1860 viele der entsprechenden Immigranten auch aktiv für die Wahl Abraham Lincolns zum US-Präsidenten ein oder ergriffen Partei gegen die Sklaverei. In der Konsequenz traten nicht wenige von ihnen im Amerikanischen Bürgerkrieg zwischen 1861 und 1865 freiwillig der Armee der Nordstaaten bei. Teilweise gab es eigene nationale, besonders deutsche und polnische Immigranteneinheiten in der Unionsarmee. Unter den ranghohen deutschen Offizieren im Bürgerkrieg waren zum Beispiel der ehemalige badische Revolutionär Franz Sigel, der bis zum Generalmajor aufstieg und mit dem XI. Korps zeitweise einen Verband befehligte, der zu großen Teilen aus Deutschamerikanern bestand. Der ebenfalls badische, sehr populäre ehemalige Revolutionär Friedrich Hecker war zeitweise Oberst in einem eigenen Regiment. Der aus Koblenz gebürtige Kaufmann Peter Joseph Osterhaus fungierte 1849 zeitweilig als Oberst und Co-Befehlshaber der Bürgerwehr von Mannheim. Im Bürgerkrieg avancierte er zum Generalmajor und kommandierte im Herbst 1864 ein Korps.
Es gab jedoch auch einige wenige Revolutionsflüchtlinge, die sich in den Südstaaten der USA niedergelassen hatten und teilweise sogar Sklaven hielten. Sie schlugen sich im amerikanischen Bürgerkrieg meist auf die Seite der konföderierten Truppen, blieben jedoch eine Minderheit der europäischen Immigranten der 1848er-Revolution in den USA. Ein bekannter Vertreter war der schweizstämmige Henry Wirz, Lagerkommandant des berüchtigten Kriegsgefangenenlagers Andersonville auf Seiten der Konföderierten Staaten von Amerika. Nach dem Ende des Bürgerkrieges wurde er mehrerer Kriegsverbrechen beschuldigt und schließlich zum Tode verurteilt.
Einige der deutschen Ex-Revolutionäre machten in den Vereinigten Staaten öffentliche – journalistische, juristische und auch politische – Karrieren. Neben Generalmajor Sigel sind hier vor allem Lorenz Brentano und Carl Schurz zu nennen, beide 1848/49 beteiligt an der badischen Revolution; sowie Jacob Müller, welcher am Pfälzischen Aufstand beteiligt war.
Lorenz Brentano wurde Präsident des Stadtrats von Chicago, später zum Kongressabgeordneten in Washington, D.C. gewählt. In den 1870er Jahren sah er als amerikanischer Konsul in Dresden für einige Jahre seine ehemalige Heimat wieder. Anders als manche andere, die nach der Gründung des Deutschen Kaiserreiches 1871 wieder nach Deutschland kamen, kehrte Brentano jedoch zurück in seine Wahlheimat Chicago.
Carl Schurz wurde 1877 Secretary of the Interior der USA, was nicht mit dem deutschen Innenminister zu verwechseln ist, und blieb bis 1881 in diesem Amt.
Jacob Müller wurde 1856 in den Stadtrat von Cleveland gewählt. 1871 wurde er als Republikaner zum Vizegouverneur von Ohio gewählt, woraufhin er von 1872 bis 1874 als Stellvertreter von Gouverneur Edward F. Noyes fungierte. Unter Präsident Grover Cleveland wurde er 1885 Generalkonsul für die Vereinigten Staaten in Frankfurt am Main. Auch er kehrte wie Brentano in die USA zurück.
Literarisch wurde die Geschichte der „Forty-Eighters“ unter anderem von Stefan Heym in seinem Roman Die Papiere des Andreas Lenz verarbeitet. Dieser beschreibt die Erlebnisse und den Werdegang des fiktiven „Forty-Eighters“ Andreas Lenz während der Badischen Revolution und wurde später als vierteilige Miniserie unter dem Titel Lenz oder die Freiheit verfilmt.
Einer der reichsten Deutschamerikaner war der „Zuckerkönig“ Claus Spreckels.
| Journalisten, Schriftsteller, Publizisten: | Mathilde Franziska Anneke, Fritz Anneke, August Becker, Caspar Butz, Max Cohnheim, Rudolf Doehn, Bernard Domschke, Christian Essellen, Friedrich Hassaurek, Karl Peter Heinzen, Friedrich Kapp, Friedrich Lexow, Rudolf Lexow, Sigismund Löw, Hermann Raster, Rudolph Reichmann, Robert Reitzel, Ernst Reinhold Solger, August Thieme |
| Dichter:                                   | Konrad Krez, Edmund Märklin, Rudolf Puchner |
| Künstler:                                  | Peter Baumgras, Friedrich Girsch, Wilhelm Heine, Louis Prang, Adelbert John Volck |
| Ärzte, Pharmazeuten:                       | Heinrich Bäthig, Adam Hammer, Ferdinand von Herff, Herman Kiefer, Ferdinand von Loehr, Ludwig Nohl, Karl Pfizer (Gründer von Pfizer), Carl Heinrich Rösch, Enno Sander |
| Politische Aktivisten:                     | Gustav Blöde, Lorenz Brentano, Adolf Cluss, Friedrich Hecker, Jacob Müller, Fidel Schlund, Carl Schurz, Anton Schütte, Amalie Struve, Gustav Struve, Wilhelm Weitling, Joseph Weydemeyer |
| Spätere Generäle des Sezessionskrieges:    | Ludwig Blenker, Peter Joseph Osterhaus, Alexander Schimmelfennig, Carl Schurz, Franz Sigel, Max Weber, Philipp Franz Weigel, August Willich, August Mersy |
| Weitere:                                   | Hugo Wesendonck (Gründer der Germania Life Insurance Co., heute Guardian Life Insurance Co.), Pauline Wunderlich (Kämpferin des Dresdner Maiaufstands), Adolph Buschbeck (Kommandeur des 27. Pennsylvania-Regiments, dann Brigadeführer, arbeitete im zivilen Leben als Mathematiklehrer), Lorenz Cantador (Kommandeur des 27. Pennsylvania-Regiments), Carl Quentin (Immobilienhändler in Milwaukee, Senator in Senat von Wisconsin), Gustav Tafel (Oberstleutnant (Lieutenant Colonel) des 106. Infanterie-Regiments (auch als „The 4th German Regiment“ bekannt)) |

## Forty-Eighters in Australien
Am 13. Februar 1849 landete die aus Hamburg kommende Godeffroy, mit deutschen Einwanderern, darunter zahlreichen politisch Verfolgten, in Melbourne. Ihr folgten weitere Einwanderergruppen für Victoria auf den Schiffen Wappaus (am 7. März), Dockenhuden (am 21. April) und Emmy (am 19. Dezember). Auf dem am 7. August 1849 in Adelaide angelangten Schiff Prinzessin Luise befanden sich fachlich gut ausgebildete Immigranten in großer Zahl. Einige Deutsche wanderten auch über London ein, z. B. auf der Parland 1849 nach Sydney. Zahlreiche Deutsche wurden Winzer oder arbeiteten im Weinbau; andere gründeten Lutherische Kirchen. 1860 lebten etwa 70 deutsche Familien in Germantown (Victoria) (während des Ersten Weltkrieges umbenannt in Grovedale). In Adelaide wurde 1854 ein bedeutender deutscher Club gegründet.
| Carl Linger                | Dirigent und Komponist (Song of Australia)                         |
| Richard Schomburgk         | Direktor des Adelaide Botanical Garden                             |
| Friedrich Eduard Krichauff | Agrarminister                                                      |
| Hermann Püttmann           | Publizist, Mitbegründer der deutschsprachigen Presse in Australien |
| Carl Mücke                 | Journalist und Reformpädagoge                                      |
| Martin Basedow             | Mitglied des südaustralischen Parlaments und Erziehungsminister    |